# 1474年
| 千纪： | 2千纪 |
| 世纪： | 14世纪 \| 15世纪 \| 16世纪                                                                                 |
| 年代： | 1440年代 \| 1450年代 \| 1460年代 \| 1470年代 \| 1480年代 \| 1490年代 \| 1500年代                           |
| 年份： | 1469年 \| 1470年 \| 1471年 \| 1472年 \| 1473年 \| 1474年 \| 1475年 \| 1476年 \| 1477年 \| 1478年 \| 1479年 |
| 纪年： | 甲午年（马年）；明成化十年；越南洪德五年；日本文明六年                                                     |

## 大事记
- 欧洲
  - 伊莎贝尔一世登基为卡斯蒂利亚女王。

## 逝世
- 根敦朱巴，第一世达赖喇嘛（出生于1391年）